# SC Olympia Lorsch 1907
SC Olympia Lorsch 1907 is een Duitse voetbalclub uit Lorsch, in de deelstaat Hessen.

## Geschiedenis
De club werd in 1907 opgericht als FC Lorsch 1907. In 1911 werd de club lid van de Zuid-Duitse voetbalbond en fuseerde datzelfde jaar nog met FC Viktoria Lorsch tot SC Olympia Lorsch. In de jaren twintig won het voetbal aan populariteit in Lorsch en de club werkte zich op. In 1931 volgde een promotie naar de hoogste klasse van de Hessense competitie. De club eindigde zevende op tien clubs. Het volgende jaar werd Olympia voorlaatste en door een herstructurering van de competitie door de invoering van de Gauliga ging de club naar de tweede klasse. In 1938 werd de club kampioen en nam deel aan de eindronde om promotie, maar moest deze aan TSG 1861 Ludwigshafen laten. In deze tijd speelde Ludwig Gärtner bij de club, die tussen 1939 en 1941 drie keer werd opgeroepen voor het nationaal elftal.
Na de Tweede Wereldoorlog verzeilde de club enkele jaren in lagere reeksen. In 1954 maakte de club kans op promotie naar de Amateurliga Hessen (derde klasse), maar moest deze aan VfR Bürstadt laten. Het volgend jaar werd de club indrukwekkend kampioen met 58 punten op 60 en een doelsaldo van 139:18. Deze keer promoveerde de club wel via de eindronde en speelde tot 1960 in de Amateurliga. In 1965 degradeerde de club ook uit de 2. Amateurliga. In de jaren tachtig speelde de club nog even in de Landesliga, maar is sindsdien enkel actief op lokaal niveau. 